# 山東華宇工学院

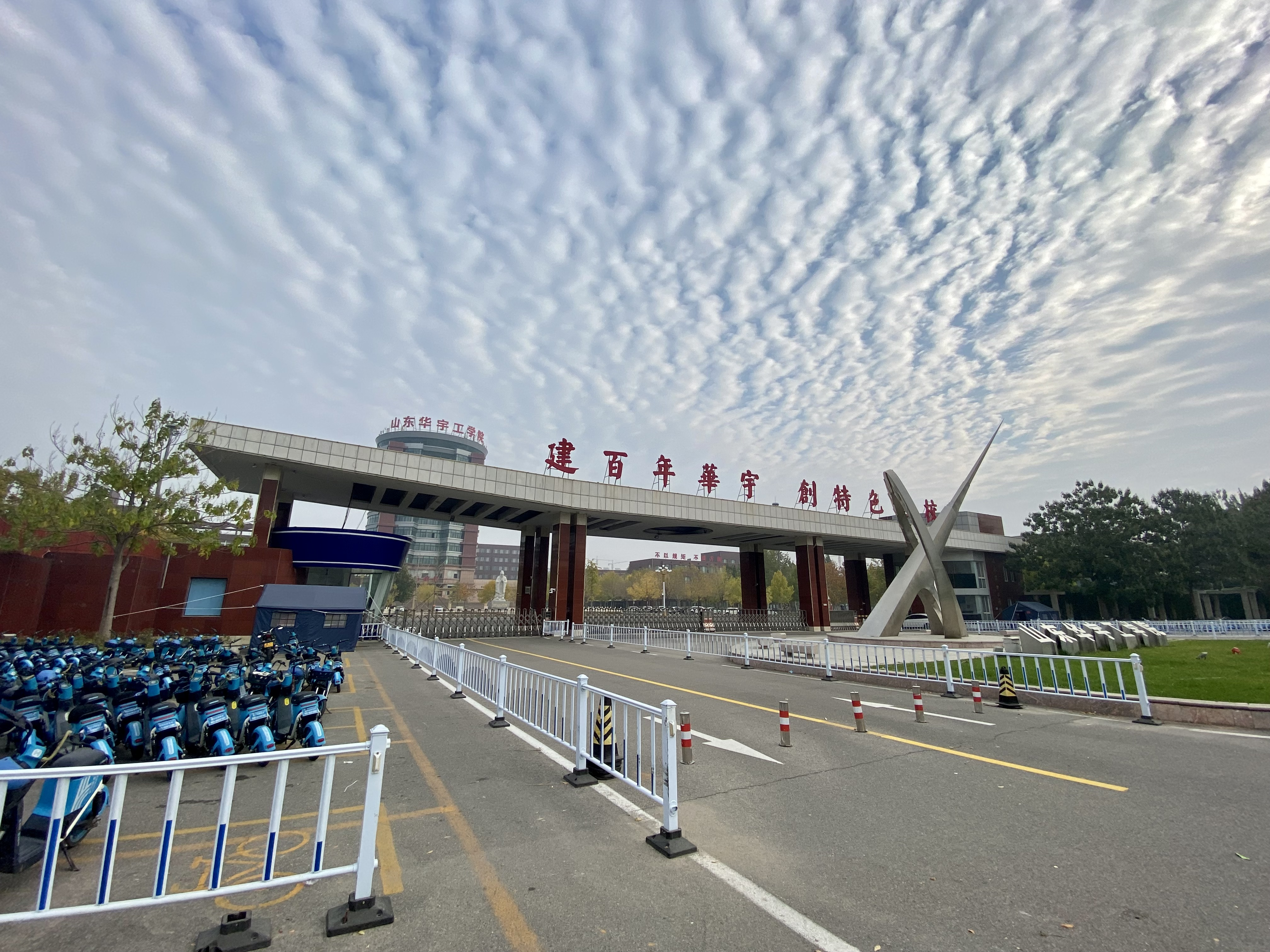
正門

山東華宇工学院とは中華人民共和国山東省徳州市にある私立工科大学である。徳州市大学東路968号に位置する。2023年に南キャンパスを新設、２キャンパス体系へ拡大した。

## リンク
- 公式サイト アーカイブ 2020年1月14日 - ウェイバックマシン